# 森法律事務所
森法律事務所（もりほうりつじむしょ）は、日本の法律事務所。

## 概要
1982年に森公任によって設立された法律事務所。
離婚親子問題、相続問題、企業の倒産整理、不動産事件、刑事事件、使用者側の労働事件をとり扱う。受注事件の多くは家事事件であり、常時約300件の家事事件を取り扱っている。

## 沿革
- 1982年 - 森公任、東京都中央区に法律事務所を設立。